# 中国工农红军第七军、第八军会师旧址

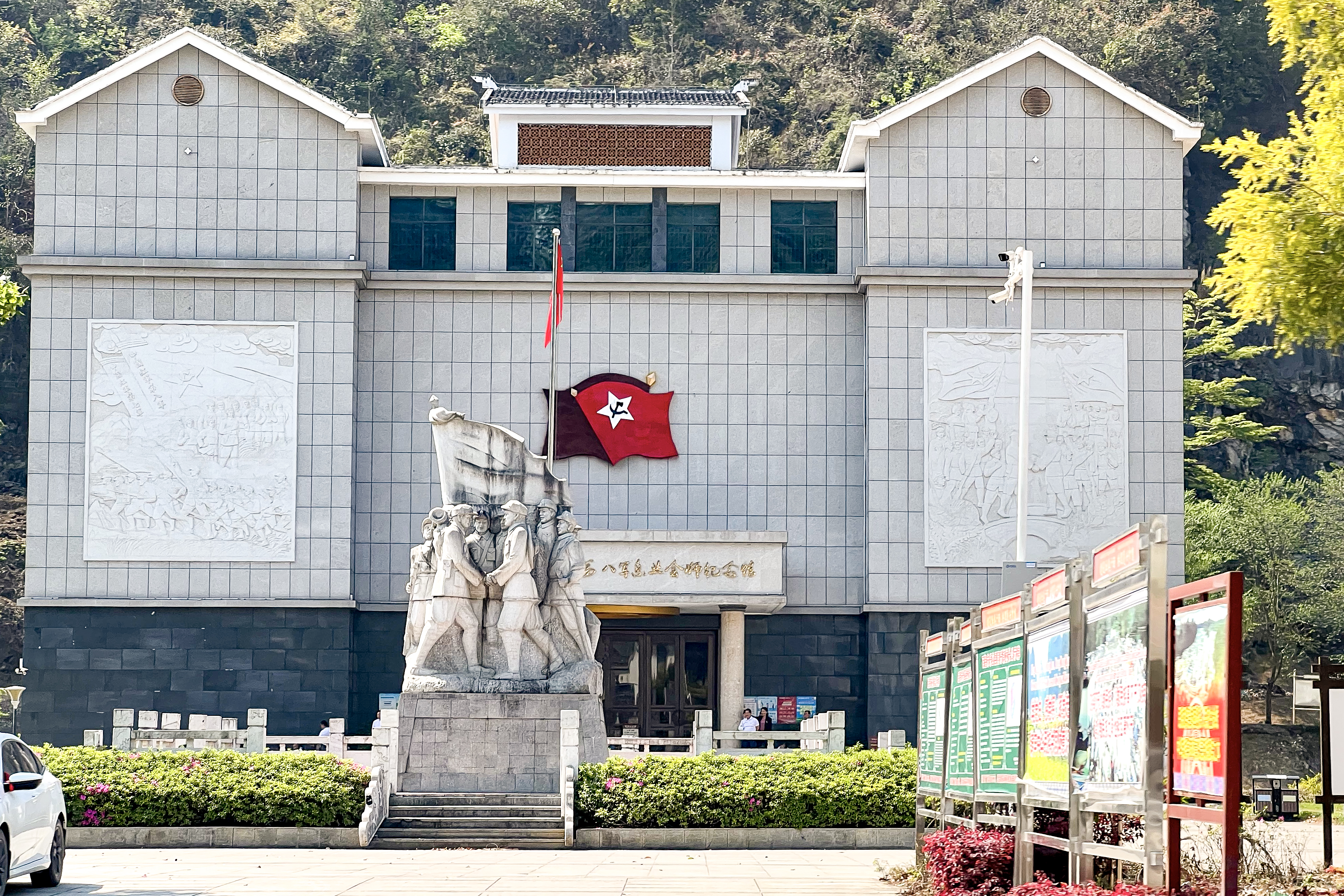
中国红军第七第八军乐业会师纪念馆

中国工农红军第七军、第八军会师旧址，位于中国广西壮族自治区百色市乐业县同乐镇三乐街292号，为一个省级文物保护单位，类型为革命遗址及革命纪念建筑物，为第四批广西壮族自治区文物保护单位，公布时间为1994年7月8日。

## 历史
该建筑原为覃家老宅，始建于1754年，原为一幢三进一花园，卧龙式的木质结构房屋，现仅存第二进。
1930年10月23日，中国工农红军第七军和中国工农红军第八军在乐业县城会师，此后覃家老宅成为红七、红八军的宿营地之一。